# NGC 4628
NGC 4628 (другие обозначения — MCG −1-32-41, MK 1333, IRAS12398-0641, PGC 42681) — спиральная галактика (Sab) в созвездии Девы. Открыта Уильямом Гершелем 20 марта 1789 года.
Этот объект входит в число перечисленных в оригинальной редакции «Нового общего каталога».
На фотографиях видна спиральная галактика, повёрнутая к наблюдателю таким образом, что напоминает веретено. Она ориентирована почти точно под тем же позиционным углом, что и её спутник на юге, NGC 4626, находящаяся на расстоянии 4,3′, хотя она больше по размеру и имеет выделяющийся центральный балдж с нечётко определёнными спиральными рукавами. Галактики, вероятно, образуют физическую пару. Спроецированное расстояние между двумя галактиками составляет около 156 тыс. световых лет. При наблюдении в любительский телескоп обе галактики могут быть одновременно видны в поле зрения с высоким увеличением, но они довольно тусклые. NGC 4628 выглядит немного больше и более отчётливо; это хорошо очерченная полоска света с заострёнными концами, равномерно яркая по всему диску; ориентирована с северо-востока на юго-запад. Радиальная скорость: 2722 км/с. Расстояние: 122 млн световых лет. Диаметр: 60 тыс. световых лет.
NGC 4628 относится к сейфертовским галактикам II типа, а также к галактикам Маркаряна (внесена в Первый Бюраканский обзор как Mrk 1333).